# Квак До Вон
Квак До Вон (кор. 곽도원) — південнокорейський актор.

## Біографія
Квак Бьон Гю народився 17 травня 1973 року. У 1990-х він дебютував як актор в одному з корейських театрів, незабаром він взяв сценічне ім'я Квак До Вон. У 2003 році він дебютував в кіно зігравши невелику роль в короткометражному фільмі. У наступне десятиліття актор здебільшого виконував епізодичні ролі в кіно, у 2008 році До Вон дебютував на телебаченні зігравши невелику роль в телесеріалі. Підвищенню впізнаваємості актора сприяли ролі в популярних фільмах  «Жовте море», «Безіменний Гангстер: Правила часу» та «Адвокат». Першою головною роллю в кар'єрі До Вона стала роль в фільмі жахів «Крик» 2016 року, в якому він зіграв сільського поліцейського який розслідує серію загадкових смертей. У наступному році він зіграв одну з головних ролей в гостросюжетному трилері «Сталевий дощ».

## Фільмографія

### Телевізійні серіали
| Рік  | Назва                        | Роль                                 | Мережа    |
| ---- | ---------------------------- | ------------------------------------ | --------- |
| 2008 | «Відкриття мови: добрі роки» |                                      | KBS1      |
| 2009 | «Дивні історії та легенди»   | Чон Юн Сок                           | E Channel |
| 2010 | «Містер М»                   | батько Ха Ни                         | EBS       |
| 2011 | «Моя мама Одрі»              | Кі Те                                | EBS       |
| 2012 | «Фантом»                     | Квон Хьок Чжу                        | SBS       |
| 2013 | «Добрий лікар»               | Кан Хьон Тхе                         | KBS2      |
| 2013 | «Підозріла домогосподарка»   | покійний чоловік Пак Бок Ньо (камео) | SBS       |

### Фільми
| Рік  | Назва                                                         | Роль                                    |
| ---- | ------------------------------------------------------------- | --------------------------------------- |
| 2003 | «Якби ти був мною»                                            | режисер Йокдобу                         |
| 2003 | «Огю»                                                         | Бьон Гю                                 |
| 2007 | «Жирна родина» (короткометражний фільм)                       | зять Квок                               |
| 2007 | «Пристрасні люди» (короткометражний фільм)                    | продюсер радіомовлення                  |
| 2008 | «Хороший, Поганий, Дивний»                                    | гангстер на традиційному ринку          |
| 2009 | «Великий гравець» (короткометражний фільм)                    | Лі Дон Сік                              |
| 2009 | «Чін Вї»                                                      | Чін Вї                                  |
| 2009 | «Мобілка»                                                     | головний детектив                       |
| 2009 | «Сестри на дорозі»                                            | водій вантажівки / радіо діджей (голос) |
| 2009 | «Мати»                                                        | виробник деревного вугілля              |
| 2009 | «Занадто тендітний, щоб його любити» (короткометражний фільм) | Президент Кім                           |
| 2010 | «Людина з нізвідки»                                           | детектив Кім                            |
| 2010 | «Midnight FM»                                                 | репортер Чан                            |
| 2010 | «Герой»                                                       | вчитель                                 |
| 2010 | «Людина, яка потребує серця»                                  | детектив Пак                            |
| 2010 | «Жовте море»                                                  | професор Кім Син Хьон                   |
| 2011 | «Голова»                                                      | Чан сонбе                               |
| 2011 | «Подвійне зчеплення» (короткометражний фільм)                 |                                         |
| 2012 | «Безіменний Гангстер: Правила часу»                           | Чо Бом Сок                              |
| 2012 | «Вигадане кохання»                                            | директор Хван                           |
| 2012 | Фантастичний дует (короткометражний фільм)                    | Док Гю                                  |
| 2012 | «Ворожки»                                                     | чернець Сім Ін                          |
| 2012 | «Людина компанії»                                             | Квон Чон Тхе                            |
| 2013 | «Берлинський файл»                                            | Чхон Ва Де                              |
| 2013 | «Урок етики»                                                  | Сук Тхек                                |
| 2013 | «Великий гравець» (короткометражний фільм)                    |                                         |
| 2013 | «Адвокат»                                                     | Чха Дон Йон                             |
| 2014 | «Закоханий чоловік»                                           | Йон Іль                                 |
| 2014 | «Шалений Сумний Поганий» (сегмент «Привид»)                   |                                         |
| 2014 | «Тазза: Прихована картка»                                     | Чан Дон Сік                             |
| 2015 | «Безсоромний»                                                 | Мун Кі Бом                              |
| 2015 | «Маг»                                                         | Гві Моль                                |
| 2016 | «Крик»                                                        | Чон Гу                                  |
| 2016 | «Асура: Місто безумства»                                      | Кім Чха Ін                              |
| 2017 | «Мер»                                                         | Сім Хьок Су                             |
| 2017 | «Сталевий дощ»                                                | Квак Чхоль У                            |
| 2018 | «Пакунок»                                                     |                                         |
| 2020 | «Саміт: Сталевий дощ»                                         |                                         |
| 2020 | «Людина, що стоїть поруч»                                     | Кім Хьон Ок                             |

## Нагороди
| Рік  | Нагорода                                       | Категорія                                     | Робота                              | Результат | Прим.  |
| ---- | ---------------------------------------------- | --------------------------------------------- | ----------------------------------- | --------- | ------ |
| 2012 | 21-ша Кінопремія Буїль                         | Кращий актор другого плану                    | «Безіменний Гангстер: Правила часу» | Номінація |        |
| 2012 | 33-тя Кінопремія Блакитний дракон              | Кращий актор другого плану                    | «Безіменний Гангстер: Правила часу» | Номінація |        |
| 2012 | 5-та Премія корейської драми                   | Нагорода за майстерність (актор)              | «Фантом»                            | Перемога  | [ 6 ]  |
| 2012 | 20-та Премія SBS драма                         | Спеціальна нагорода (актор спеціальної драми) | «Фантом»                            | Перемога  | [ 7 ]  |
| 2014 | 9-та Премія Max Movie                          | Кращий актор другого плану                    | «Адвокат»                           | Перемога  |        |
| 2014 | 50-та Премія мистецтв Пексан                   | Кращий кіноактор другого плану                | «Адвокат»                           | Номінація |        |
| 2014 | 23-тя Кінопремія Буїль                         | Кращий актор другого плану                    | «Адвокат»                           | Перемога  | [ 8 ]  |
| 2014 | 34-та Премія Корейської асоціації кінокритиків | Кращий актор другого плану                    | «Адвокат»                           | Перемога  | [ 9 ]  |
| 2014 | 51-ша Кінопремія Великий дзвін                 | Кращий актор другого плану                    | «Адвокат»                           | Номінація |        |
| 2014 | 35-та Кінопремія Блакитний дракон              | Кращий актор другого плану                    | «Адвокат»                           | Номінація |        |
| 2016 | 25-та Кінопремія Буїль                         | Кращий актор                                  | «Крик»                              | Номінація |        |
| 2016 | 37-ма Кінопремія Блакитний дракон              | Кращий актор                                  | «Крик»                              | Номінація |        |
| 2016 | 53-тя Кінопремія Великий дзвін                 | Кращий актор                                  | «Крик»                              | Номінація |        |
| 2016 | Премія Корейської асоціації кіноакторів        | Корейська топ зірка                           | «Крик»                              | Перемога  | [ 10 ] |
| 2016 | Премія BloodGuts UK Horror                     | Кращий актор в міжнародному фільмі            | «Крик»                              | Перемога  |        |
| 2017 | 53-тя Премія мистецтв Пексан                   | Кращий кіноактор                              | «Крик»                              | Номінація |        |
| 2017 | 22-га Премія мистецтв Чунса                    | Кращий актор                                  | «Крик»                              | Номінація |        |
| 2017 | 37-ий Фестиваль Золотий кінематограф           | Головний приз (Daesang)                       | «Крик»                              | Перемога  |        |
| 2017 | 54-та Кінопремія Великий дзвін                 | Кращий актор другого плану                    | «Мер»                               | Номінація |        |